# Microtropis reticulata
Microtropis reticulata är en benvedsväxtart som beskrevs av Dunn. Microtropis reticulata ingår i släktet Microtropis och familjen Celastraceae. Inga underarter finns listade.